# Тяхтвере (волость)
Тяхтвере (эст. Tähtvere ) — бывшая волость в Эстонии в составе уезда Тартумаа. После административной реформы 2017 года волость слилась с городом Тарту.

## Положение
Площадь волости — 114,8 км², численность населения на 1 января 2009 года составляло 2690 человек.
Административный центр волости — посёлок Ильматсалу. Помимо этого на территории волости находятся ещё один посёлок Мярья и 10 деревень.

## Известные уроженцы
- Сютисте, Юхан (1899—1945) — эстонский поэт.